# Logia
Logia (z gr. λόγια wyrocznia l.mn. od λόγιον) – małe fragmenty tekstu wyciągnięte z kontekstu. W biblistyce termin ten oznacza pojedyncze, wyjęte z kontekstu wypowiedzi Jezusa takie jak sentencje, pouczenia czy przypowieści.